# Theisenort
Theisenort ist ein Gemeindeteil des Marktes Küps im oberfränkischen Landkreis Kronach in Bayern.

## Geographie
Das Pfarrdorf Theisenort liegt am Krebsbach, der etwas weiter südöstlich als rechter Zufluss in die Rodach mündet. Nördlich schließt sich der Theisenorter Wald an mit Erhebungen, die zu den Ausläufern des Frankenwaldes zählen. Die Staatsstraße 2200 führt nach Beikheim (3,8 km westlich) bzw. zur Bundesstraße 173 bei Johannisthal (1,1 km östlich). Eine Gemeindeverbindungsstraße verbindet mit Schmölz (1 km westlich). Ein Anliegerweg führt nach Rödern (0,7 km nördlich).

## Geschichte
Die Erstnennung der Siedlung war im Jahr 1257. Dorfherren und Bewohner des Schlosses sowie der Burg „Alte Wache“ waren bis zum Jahr 1861 die Herren von Redwitz.
Gegen Ende des 18. Jahrhunderts bestand Theisenort aus 31 Anwesen. Das Hochgericht übten die Rittergüter Küps-Theisenort und Schmölz-Theisenort im begrenzten Umfang aus, sie hatten ggf. an das bambergische Centamt Burgkunstadt-Marktgraitz auszuliefern. Die Dorf- und Gemeindeherrschaft hatte das Rittergut Schmölz-Theisenort inne. Grundherren waren
- das Rittergut Schmölz-Theisenort (13 Fronsölden, 6 Tropfhäuser, 2⁄3 des Gemeindehäusleins, 2⁄3 des Wirtshauses),
- das Rittergut Küps-Theisenort (8 Fronsölden, 1 Tropfhaus, 1 Schmiede mit Haus, 1⁄3 des Gemeindehäusleins, 1⁄3 des Wirtshauses).

Das Alte Schloss, das Schloss außerhalb des Wallgrabens, das Alte Amtshaus, das Bräuhaus, das Ökonomiegut und die Gypsmühle waren dem Rittergut Schmölz-Theisenort als herrschaftlicher Besitz direkt unterstellt, sowie ein Schloss dem Rittergut Küps-Theisenort direkt unterstellt war. Außerdem gab es im Ort noch eine Kirche.
Mit dem Gemeindeedikt wurde 1808 der Steuerdistrikt Theisenort gebildet, zu dem Bürg, Ellmershaus, Entmannsdorf, Gypsmühle, Johannisthal, Judengraben, Kachelmannsberg, Klöppermühle, Köhlersloh, Lerchenhof, Lindenhof, Lindleinsberg, Rödern, Schafhof und Zollbrunn gehörten. Infolge des Zweiten Gemeindeedikts (1818) entstand die Ruralgemeinde Theisenort, zu der Gypsmühle, Kachelmannsberg, Köhlersloh, Lerchenhof, Lindenhof, Rödern und Schafhof gehörten. Sie war in Verwaltung und Gerichtsbarkeit dem Landgericht Kronach zugeordnet und in der Finanzverwaltung dem Rentamt Kronach, 1919 in Finanzamt Kronach umbenannt. In der freiwilligen Gerichtsbarkeit unterstanden die Anwesen dem Patrimonialgericht Küps (bis 1835) bzw. dem PG Schmölz (bis 1848). Ab 1862 gehörte Theisenort zum Bezirksamt Kronach, 1939 in Landkreis Kronach umbenannt. Die Gerichtsbarkeit blieb beim Landgericht Kronach, 1880 in das Amtsgericht Kronach umgewandelt. Die Gemeinde hatte ursprünglich eine Fläche von 6,312 km², die sich in der ersten Hälfte des 20. Jahrhunderts auf 6,017 km² verkleinerte.
Im Zuge der Gebietsreform in Bayern wurde die Gemeinde Theisenort am 1. Mai 1978 nach Küps eingegliedert.

### Baudenkmäler
In der Bayerischen Denkmalliste sind elf Baudenkmäler aufgeführt:
- Am Schloßberg: Schloss Theisenort mit Simultankirche Heiligste Dreifaltigkeit, Brauhaus, Schlossgasthof, Wohnhaus, Felsenkeller und Hoftoranlage
- Haus Nr. 136: Scheune mit Umfassungsmauern aus Sandstein-Brockenmauerwerk mit Satteldach, der Nordteil modern zu einem zweigeschossigen Wohngebäude ausgebaut. An der Westseite Inschriftentafel: „Georg Pfannenstil zu diser Fartt / Zum Theissenort verwalter ward / Zu bauen die Scheuer vnd vihaus / Von neuen auß dem grund Raus / Anno 1589“. – Nördlich anschließend rundbogiges Hoftor mit rundbogiger Fußgängerpforte aus Sandsteinquadern. – Durchfahrt: Die Pfeilerkanten abgerundet, reiche Kämpferprofile und profilierte Archivolte, am Scheitel Rose. Fußgängerpforte mit Kehle und Karnies profiliert. Am mit Wulst und Karnies profilierten Abschlussgesims Doppelwappen des Wilhelm von Redwitz und seiner Frau Katharina, geborene Koller. Vor dem Hause Fragment des zugehörigen Traufgesimses aus Sandstein mit dem Wappen des Georg Pfannenstiel und der Bezeichnung „1589“.[10]
- Obere Dorfstraße 1: Gasthaus
- Obere Schulstraße 1: Oberes Schulhaus
- acht Grenzsteine

### Einwohnerentwicklung
Gemeinde Theisenort
| Jahr      | 1818  | 1840   | 1852   | 1855   | 1861   | 1867   | 1871   | 1875   | 1880   | 1885   | 1890   | 1895   | 1900   | 1905   | 1910   | 1919   | 1925  | 1933   | 1939   | 1946   | 1950  | 1952   | 1961   | 1970   |
| Einwohner | 358   | 356    | 400    | 348    | 401    | 391    | 435    | 398    | 448    | 464    | 470    | 480    | 507    | 506    | 550    | 593    | 638   | 675    | 684    | 790    | 829   | 820    | 737    | 816    |
| Häuser    | 60    |        |        |        |        |        | 64     |        |        | 68     | 70     |        | 74     |        |        |        | 91    |        |        |        | 114   |        | 151    |        |
| Quelle    | [ 6 ] | [ 12 ] | [ 12 ] | [ 12 ] | [ 13 ] | [ 14 ] | [ 15 ] | [ 16 ] | [ 17 ] | [ 18 ] | [ 19 ] | [ 12 ] | [ 20 ] | [ 12 ] | [ 21 ] | [ 12 ] | [ 7 ] | [ 12 ] | [ 12 ] | [ 12 ] | [ 8 ] | [ 12 ] | [ 22 ] | [ 23 ] |

Gemeindeteil Theisenort mit Gypsmühle
| Jahr      | 001818 | 001861 | 001871 | 001885 | 001900 | 001925 | 001950 | 001961 | 001970 | 001987 | 002007 |
| Einwohner | 268 *  | 321 *  | 338 *  | 369    | 388    | 530    | 710    | 675    | 768 *  | 807    | 892 †  |
| Häuser    | 46 *   |        |        | 55     | 60     | 80     | 103    | 138    |        | 207    |        |
| Quelle    | [ 6 ]  | [ 13 ] | [ 15 ] | [ 18 ] | [ 20 ] | [ 7 ]  | [ 8 ]  | [ 22 ] | [ 23 ] | [ 24 ] | [ 25 ] |

## Religion
Erstmals wurde in Theisenort 1357 eine Kapelle errichtet. Im Jahr 1497 folgte ein Neubau. Im Jahr 1610 errichteten die Ritter von Redwitz eine neue Kirche am heutigen Standort, die zunächst protestantisch eingeweiht wurde. Ab Beginn des 18. Jahrhunderts fanden die ersten katholischen Gottesdienste statt. Am 17. Juni 1830 wurde von König Ludwig I. per Dekret die katholische Pfarrei Theisenort errichtet, der vier Jahre später Küps angegliedert wurde. Im Jahr 1861 schenkten Oskar und Karl von Redwitz die der Heiligsten Dreifaltigkeit geweihte Kirche der katholischen Pfarrei. In den Jahren 1967 und 1968 wurde die Kirche umgebaut und im folgenden Jahr geweiht. Heute finden neben den katholischen Gottesdiensten auch einmal pro Monat evangelische Gottesdienste in der Kirche statt.

## Persönlichkeiten
- Peter Betz (* 12. Oktober 1913 in Theisenort; † unbekannt), deutscher SS-Hauptscharführer